# Atlanta Dream 2009
La stagione 2009 delle Atlanta Dream fu la 2ª nella WNBA per la franchigia.
Le Atlanta Dream arrivarono seconde nella Eastern Conference con un record di 18-16. Nei play-off persero la semifinale di conference con le Detroit Shock (2-0).

## Roster
| N° | Naz.                   | Ruolo | Sportivo              | Anno | Alt. | Peso |
| -- | ---------------------- | ----- | --------------------- | ---- | ---- | ---- |
| 1  | Stati Uniti (bandiera) | A     | Chamique Holdsclaw    | 1977 | 188  | 78   |
| 2  | Stati Uniti (bandiera) | C     | Michelle Snow         | 1980 | 196  | 72   |
| 5  | Stati Uniti (bandiera) | G     | Shalee Lehning        | 1986 | 175  | 67   |
| 8  | Brasile (bandiera)     | GA    | Iziane Castro Marques | 1982 | 183  | 64   |
| 9  | Stati Uniti (bandiera) | G     | Coco Miller           | 1978 | 175  | 64   |
| 11 | Stati Uniti (bandiera) | A     | Tamera Young          | 1986 | 188  | 75   |
| 12 | Stati Uniti (bandiera) | G     | Ivory Latta           | 1984 | 168  | 65   |
| 14 | Brasile (bandiera)     | AC    | Érika                 | 1982 | 196  | 86   |
| 20 | Spagna (bandiera)      | A     | Sancho Lyttle         | 1983 | 193  | 65   |
| 21 | Stati Uniti (bandiera) | A     | Jennifer Lacy         | 1983 | 191  | 79   |
| 22 | Stati Uniti (bandiera) | GA    | Armintie Price        | 1985 | 175  | 60   |
| 35 | Stati Uniti (bandiera) | A     | Angel McCoughtry      | 1986 | 185  | 73   |
| 42 | Stati Uniti (bandiera) | G     | Nikki Teasley         | 1979 | 183  | 72   |

## Staff tecnico
- Allenatore: Marynell Meadors
- Vice-allenatori: Sue Panek, Carol Ross, Fred Williams
- Preparatore atletico: Kim Moseley